# Peru (Illinois)
Peru é uma cidade localizada no estado americano de Illinois, no Condado de La Salle.

## Demografia
Segundo o censo americano de 2000, a sua população era de 9835 habitantes.
Em 2006, foi estimada uma população de 9833, um decréscimo de 2 (0.0%).

## Geografia
De acordo com o United States Census Bureau tem uma área de
15,7 km², dos quais 15,4 km² cobertos por terra e 0,3 km² cobertos por água.

## Localidades na vizinhança
O diagrama seguinte representa as localidades num raio de 8 km ao redor de Peru.